# 奥托·奥森
奥托·奥森（挪威語：Otto Authén，1886年11月1日—1971年7月7日），生于奥斯陆，挪威男子体操运动员。他曾获得1908年夏季奥运会体操比赛男子团体全能银牌。他于1971年在奥斯陆去世。